# Tiro com arco nos Jogos Pan-Americanos de 2003
As competições de tiro com arco nos Jogos Pan-Americanos de 2003 foram realizadas em Santo Domingo, República Dominicana. Esta foi a sétima edição do esporte nos Jogos Pan-Americanos.

## Masculino

### Recurvo individual
| POSIÇÃO | NOME                      |
| ------- | ------------------------- |
|         | Vic Wunderle (USA)        |
|         | Guy Krueger (USA)         |
|         | José Ricardo Merlos (ESA) |

### Recurvo por equipes
| POSIÇÃO | NOME                                                              |
| ------- | ----------------------------------------------------------------- |
|         | USA Estados Unidos Guy Krueger Glenn Meyers Vic Wunderle          |
|         | MEX México Jorge Chapoy Juanjo Serrano Luiz Velez                 |
|         | ESA El Salvador Cristobal Merlos José Ricardo Merlos Miguel Veliz |
| 4.      | COL Colômbia Santiago Echeverri David Jiménez José Pachón         |

## Feminino

### Recurvo individual
| POSIÇÃO | NOME                     |
| ------- | ------------------------ |
|         | Jennifer Nichols (USA)   |
|         | Claudia Landaverde (ESA) |
|         | Stephanie Miller (USA)   |

### Recurvo por equipes
| POSIÇÃO | NOME                                                              |
| ------- | ----------------------------------------------------------------- |
|         | USA Estados Unidos Janet Dykman Stephanie Miller Jennifer Nichols |
|         | MEX México Marisol Bretón Zelma Novelo Erika Reyes                |
|         | VEN Venezuela Leydi Brito Vanessa Chacón Rosanna Rosario          |
| 4.      | CHI Chile Denisse van Lamoen Liliana Burgos Viviana Güenechea     |

## Quadro de medalhas
| Posição | Nação              |   |   |   | Total |
| ------- | ------------------ | - | - | - | ----- |
| 1       | USA Estados Unidos | 4 | 1 | 1 | 6     |
| 2       | MEX México         | 0 | 2 | 0 | 2     |
| 3       | ESA El Salvador    | 0 | 1 | 2 | 3     |
| 5       | VEN Venezuela      | 0 | 0 | 1 | 1     |
| Total   | Total              | 4 | 4 | 4 | 12    |